# Leichtathletik-Junioreneuropameisterschaften 2003
| 17. Leichtathletik-Junioreneuropameisterschaften | 17. Leichtathletik-Junioreneuropameisterschaften |
| ------------------------------------------------ | ------------------------------------------------ |
| Ratina-Stadion                                   |                                                  |
| Stadt                                            | Tampere, Finnland                                |
| Stadion                                          | Ratina-Stadion                                   |
| Teilnehmende Länder                              | 45                                               |
| Teilnehmende Athleten                            | 792                                              |
| Wettbewerbe                                      | 44                                               |
| Eröffnung                                        | 23. Juli 2003                                    |
| Schlussfeier                                     | 27. Juli 2003                                    |
| Eröffnet durch                                   |                                                  |

Die 17. Leichtathletik-Junioreneuropameisterschaften für Leichtathleten unter 20 Jahren (kurz: U20) fanden vom 23. bis 27. Juli 2003 im Ratina-Stadion in Tampere (Finnland) statt. Wettkampfergebnisse sind unter Weblinks zu finden.

## Teilnehmer
792 Athleten aus 45 Nationen nahmen teil, was eine neue Rekordbeteiligung war. Der DLV nominierte 82 Athleten und konnte zum ersten Mal in vielen Disziplinen drei Startplätze belegen.

## Ergebnisse

### Männer

#### 100 m
| Platz | Athlet           | Land | Zeit (s) |
| ----- | ---------------- | ---- | -------- |
| 1     | Leon Baptiste    | GBR  | 10,50    |
| 2     | Till Helmke      | GER  | 10,52    |
| 3     | Monu Miah        | GBR  | 10,54 PB |
| 4     | Andrew Matthews  | GBR  | 10,60    |
| 5     | Daniël Ward      | NED  | 10,61    |
| 6     | Artur Nowak      | POL  | 10,63    |
| 7     | Ivor-Tit Jurišić | CRO  | 11,27    |
| 8     | Dávid Vas        | HUN  | 12,25    |

#### 200 m
| Platz | Athlet            | Land | Zeit (s) |
| ----- | ----------------- | ---- | -------- |
| 1     | Sebastian Ernst   | GER  | 20,63 PB |
| 2     | Roman Smirnow     | RUS  | 20,86 PB |
| 3     | Till Helmke       | GER  | 20,86 PB |
| 4     | Rikki Fifton      | GBR  | 21,09 PB |
| 5     | Guillaume Wallard | FRA  | 21,09    |
| 6     | James Ellington   | GBR  | 21,10    |
| 7     | Marcin Badurek    | POL  | 21,41    |
| 8     | Gabriel Arenas    | ESP  | 21,56 PB |

#### 400 m
| Platz | Athlet             | Land | Zeit (s) |
| ----- | ------------------ | ---- | -------- |
| 1     | Dimitrios Gravalos | GRE  | 46,54 PB |
| 2     | Kamghe Gaba        | GER  | 46,63 PB |
| 3     | Piotr Kędzia       | POL  | 46,69 PB |
| 4     | Piotr Zrada        | POL  | 46,71 PB |
| 5     | Óscar Albalat      | ESP  | 47,07    |
| 6     | Roman Hollý        | SVK  | 47,40    |
| 7     | Thomas Wilhelm     | GER  | 47,54    |
| 8     | Adam Charlton      | GBR  | 48,92    |

#### 800 m
| Platz | Athlet               | Land | Zeit (min) |
| ----- | -------------------- | ---- | ---------- |
| 1     | René Bauschinger     | GER  | 1:49,43    |
| 2     | David Fiegen         | LUX  | 1:49,91    |
| 3     | Ireneusz Sekretarski | POL  | 1:49,97    |
| 4     | Oleh Lobanow         | UKR  | 1:50,35    |
| 5     | Andrij Tomylin       | UKR  | 1;50,45    |
| 6     | Kevin Hautcoeur      | FRA  | 1:50,89    |
| 7     | Chris Reynolds       | GBR  | 1:52,00    |
| 8     | Ciaran O’Connell     | IRL  | 1:52,30    |

#### 1500 m
| Platz | Athlet           | Land | Zeit (min) |
| ----- | ---------------- | ---- | ---------- |
| 1     | Bartosz Nowicki  | POL  | 3:45,01 PB |
| 2     | Tom Lancashire   | GBR  | 3:45,60    |
| 3     | Olle Walleräng   | SWE  | 3:46,17    |
| 4     | Pawlo Werezkyj   | UKR  | 3:46,35 PB |
| 5     | Raymond Gulyaş   | ROU  | 3:46,78    |
| 6     | Chris Parr       | GBR  | 3:47,65    |
| 7     | Piotr Krupa      | POL  | 3:48,13    |
| 8     | Francisco España | ESP  | 3:48,70    |

#### 5000 m
| Platz | Athlet                     | Land | Zeit (min)  |
| ----- | -------------------------- | ---- | ----------- |
| 1     | Anatoli Rybakow            | RUS  | 14:13,41 PB |
| 2     | Marius Ionescu             | ROU  | 14:16,12 PB |
| 3     | Cristinel Irimia           | ROU  | 14:17,30 PB |
| 4     | Mohammed Bashir            | DEN  | 14:21,19 PB |
| 5     | Francisco Javier Bachiller | ESP  | 14:28,34    |
| 6     | Alexei Alexandrow          | RUS  | 14:35,55    |
| 7     | Abdessamad Bouhattach      | FRA  | 14:44,87    |
| 8     | Dávid Freier               | HUN  | 14:52,92 PB |

#### 10.000 m
| Platz | Athlet                 | Land | Zeit (min)  |
| ----- | ---------------------- | ---- | ----------- |
| 1     | Marius Ionescu         | ROU  | 29:40,41 PB |
| 2     | Alexei Reunkow         | RUS  | 29:40,80    |
| 3     | Mohammed Bashir        | DEN  | 29:42,42 PB |
| 4     | Alejandro Fernández    | ESP  | 29:46,90 PB |
| 5     | Stefan Koch            | GER  | 29:56,78 PB |
| 6     | Balázs Ott             | HUN  | 30:35,01    |
| 7     | Oleksandr Matwijtschuk | UKR  | 30:42,86    |
| 8     | Viktors Sļesarenoks    | LAT  | 30:42,97 PB |

#### 10.000 m Bahngehen
| Platz | Athlet             | Land | Zeit (min)  |
| ----- | ------------------ | ---- | ----------- |
| 1     | Wladimir Parwatkin | RUS  | 41:33,55 PB |
| 2     | Michal Blažek      | SVK  | 41:54,66 PB |
| 3     | Francisco Arcilla  | ESP  | 42:06,15 PB |
| 4     | Andrij Jurin       | UKR  | 42:53,52 PB |
| 5     | Benjamín Sánchez   | ESP  | 43:25,88 PB |
| 6     | Michael Krause     | GER  | 44:01,77    |
| 7     | Jiří Chaloupka     | CZE  | 44:18,03 PB |
| 8     | Sergei Wasiljew    | RUS  | 44:18,47    |

#### 110 m Hürden (99 cm)
| Platz | Athlet           | Land | Zeit (s)  |
| ----- | ---------------- | ---- | --------- |
| 1     | Bano Traoré      | FRA  | 13,95 =PB |
| 2     | Andreas Kundert  | SUI  | 14,18     |
| 3     | Kai Doskoczynski | GER  | 14,26     |
| 4     | Maxim Lynscha    | BLR  | 14,28     |
| 5     | William Sharman  | GBR  | 14,37     |
| 6     | Thomas Ravon     | FRA  | 14,40     |
| 7     | David Hughes     | GBR  | 14,43     |
| 8     | Elton Bitincka   | ALB  | 14,71     |

#### 400 m Hürden
| Platz | Athlet             | Land | Zeit (s) |
| ----- | ------------------ | ---- | -------- |
| 1     | Rhys Williams      | GBR  | 51,15 SB |
| 2     | Mohamed Atig       | FRA  | 51,46 PB |
| 3     | Rupert Gardner     | GBR  | 51,83 PB |
| 4     | David Busch        | GER  | 52,27    |
| 5     | Didier Briantais   | FRA  | 52,77    |
| 6     | Mihail Markopoulos | GRE  | 52,83    |
| 7     | Justin Eyquem      | FRA  | 53,04    |
| 8     | Ricardo Lima       | POR  | 53,87    |

#### 3000 m Hindernis
| Platz | Athlet            | Land | Zeit (min) |
| ----- | ----------------- | ---- | ---------- |
| 1     | Ruben Schwarz     | GER  | 8:46,21 PB |
| 2     | Maricel Ionaşcu   | ROU  | 8:53,31    |
| 3     | Peter Kellie      | GBR  | 8:55,69 PB |
| 4     | Janne Ukonmaanaho | FIN  | 8:56,06 SB |
| 5     | Hubert Pokrop     | POL  | 9:05,12    |
| 6     | Luca Del Curto    | ITA  | 9:06,04    |
| 7     | Ángel Mullera     | ESP  | 9:06,63 PB |
| 8     | Jorge Raso        | ESP  | 9:07,32    |

#### 4 × 100 m Staffel
| Platz      | Land                                                             | Athleten                                                           | Zeit (s) |
| ---------- | ---------------------------------------------------------------- | ------------------------------------------------------------------ | -------- |
| 1          | Vereinigtes Königreich                                           | Andrew Matthews Laurence Oboh Monu Miah Leon Baptiste              | 40,37    |
| 2          | Deutschland                                                      | Martin Lohmann Kai Doskoczynski Sebastian Ernst Till Helmke        | 40,41    |
| 3          | Frankreich                                                       | Cédric Fagris Jean-Paul Fernandez Guillaume Wallard Eddy De Lepine | 40,50    |
| 4          | Italien                                                          | Lorenzo La Naia Stefano Anceschi Jacopo Marin Andrew Howe Besozzi  | 41,19    |
| 5          | Polen                                                            | Piotr Wiaderek Robert Majchrzak Artur Nowak Marcin Badurek         | 41,20    |
| 6          | Tschechien                                                       | Lukas Patera Ondrej Benda Petr Ogoun Milan Novotny                 | 42,12    |
|            | Niederlande                                                      | Maarten Heisen Michael Mathew Floris Raat Leomar Davis             | DNF      |
| Österreich | Gotthard Schöpf Benjamin Grill Philipp Stanek Siegfried Fürtauer | DSQ                                                                |          |

#### 4 × 400 m Staffel
| Platz | Land                   | Athleten                                                                | Zeit (min) |
| ----- | ---------------------- | ----------------------------------------------------------------------- | ---------- |
| 1     | Deutschland            | Lars Förster Thomas Wilhelm Christoph Gernand Kamghe Gaba               | 3:08,31    |
| 2     | Polen                  | Łukasz Pryga Karol Grzegorczyk Rafal Blocian Piotr Kędzia               | 3:08,62    |
| 3     | Russland               | Konstantin Swetschkar Maxim Alexandrenko Iwan Koschuchar Dmitri Schubin | 3:08,81    |
| 4     | Vereinigtes Königreich | Richard Davenport Rhys Williams Adam Charlton Ryan Preddy               | 3:09,36    |
| 5     | Frankreich             | Teddy Atine-Venel Mohamed Atig Rémi Wallard David Alerte                | 3:11,82    |
| 6     | Spanien                | Alberto Montero Oscar Albalat Antonio Fernández David Testa             | 3:13,13    |
| 7     | Finnland               | Antti Toivonen Jonathan Åstrand Juha Selänpää Juhani Mikkola            | 3:14,48    |

#### Hochsprung
| Platz | Athlet            | Land | Höhe (m) |
| ----- | ----------------- | ---- | -------- |
| 1     | Jaroslav Bába     | CZE  | 2,28     |
| 2     | Alexei Dmitrik    | RUS  | 2,26     |
| 3     | Linus Thörnblad   | SWE  | 2,23     |
| 4     | Andrea Lemmi      | ITA  | 2,23     |
| 5     | Michał Bieniek    | POL  | 2,23     |
| 6     | Thomas Bipella    | SWE  | 2,15     |
| 6     | Kyriakos Ioannou  | CYP  | 2,15     |
| 6     | Aljaksandr Plisko | BLR  | 2,15     |
| 6     | Marius Hanniske   | GER  | 2,15     |

#### Stabhochsprung
| Platz | Athlet               | Land | Höhe (m) |
| ----- | -------------------- | ---- | -------- |
| 1     | Vincent Favretto     | FRA  | 5,50     |
| 2     | Artjom Kupzow        | RUS  | 5,50     |
| 3     | Fabian Schulze       | GER  | 5,40     |
| 4     | Charles Andureu      | FRA  | 5,15     |
| 5     | Xavier Tromp         | FRA  | 5,15     |
| 5     | Guillermo González   | ESP  | 5,15     |
| 7     | Juha Kostiander      | FIN  | 5,00     |
| 8     | Christopher Tremayne | GBR  | 4,80     |
| 8     | Jesper Fritz         | SWE  | 4,80     |

#### Weitsprung
| Platz | Athlet                | Land | Weite (m) |
| ----- | --------------------- | ---- | --------- |
| 1     | Nelson Évora          | POR  | 7,83      |
| 2     | Christian Kaczmarek   | GER  | 7,81      |
| 3     | Tim Riedl             | GER  | 7,65      |
| 4     | Michał Łukasiak       | POL  | 7,58      |
| 5     | Philip Greenland      | GBR  | 7,49      |
| 6     | Chris Kirk            | GBR  | 7,47      |
| 7     | Dimitrios Diamantaras | GRC  | 7,44      |
| 8     | Claudiu Bujin         | ROU  | 7,34      |

#### Dreisprung
| Platz | Athlet             | Land | Weite (m) |
| ----- | ------------------ | ---- | --------- |
| 1     | Nelson Évora       | POR  | 16,43     |
| 2     | Dsmitryj Dsjazjuk  | BLR  | 16,13 w   |
| 3     | Jewhen Semenenko   | UKR  | 16,04     |
| 4     | Andrei Orlow       | RUS  | 15,77     |
| 5     | Mantas Dilys       | LTU  | 15,57     |
| 6     | Stéphane Grézé     | FRA  | 15,53 w   |
| 7     | Pavlos Galaktiadis | GRC  | 15,40     |
| 8     | Pere Joseph        | ESP  | 15,15     |

#### Kugelstoßen (6 kg)
| Platz | Athlet                 | Land | Weite (m) |
| ----- | ---------------------- | ---- | --------- |
| 1     | Magnus Lohse           | SWE  | 20,28     |
| 2     | Anton Ljuboslawski     | RUS  | 20,10     |
| 3     | Georgi Iwanow          | BGR  | 19,94     |
| 4     | Milan Jotanović        | SCG  | 19,67     |
| 5     | Jaroslav Pittner       | SVK  | 18,87     |
| 6     | Alexander Grekow       | RUS  | 18,73     |
| 7     | Luka Rujević           | SCG  | 18,38     |
| 8     | Aljaksandr Schkolnikau | BLR  | 18,25     |

#### Diskuswurf (1,75 kg)
| Platz | Athlet           | Land | Weite (m) |
| ----- | ---------------- | ---- | --------- |
| 1     | Erik Cadée       | NED  | 60,42     |
| 2     | Martin Marić     | CRO  | 58,59     |
| 3     | Andreas Porth    | GER  | 58,45     |
| 4     | Konrad Szuster   | POL  | 57,69     |
| 5     | Stefan Keller    | GER  | 57,31     |
| 6     | Wital Galusa     | BLR  | 56,67     |
| 7     | Hugo Caldeira    | POR  | 55,25     |
| 8     | Maxim Sujewitsch | RUS  | 54,69     |

#### Hammerwurf (6 kg)
| Platz | Athlet             | Land | Weite (m) |
| ----- | ------------------ | ---- | --------- |
| 1     | Lorenzo Povegliano | ITA  | 72,72     |
| 2     | Kamilius Bethke    | GER  | 72,60     |
| 3     | Andrei Asarenkow   | RUS  | 72,10     |
| 4     | Kirill Ikonnikow   | RUS  | 71,60     |
| 5     | Kristóf Németh     | HUN  | 69,83     |
| 6     | Matko Tešija       | CRO  | 69,04     |
| 7     | Jewhen Winohradow  | UKR  | 68,89     |
| 8     | Mikko Järvinen     | FIN  | 67,25     |

#### Speerwurf
| Platz | Athlet           | Land | Weite (m) |
| ----- | ---------------- | ---- | --------- |
| 1     | Teemu Wirkkala   | FIN  | 79,90     |
| 2     | Tero Järvenpää   | FIN  | 73,66     |
| 3     | Antti Ruuskanen  | FIN  | 72,87     |
| 4     | Robert Bober     | POL  | 68,64     |
| 5     | Matija Kranjc    | SVN  | 68,50     |
| 6     | Csongor Olteán   | HUN  | 68,24     |
| 7     | Jonas Baseda     | GER  | 66,68     |
| 8     | Armands Celitāns | LAT  | 65,60     |

#### Zehnkampf
| Platz | Athlet             | Land | Punkte |
| ----- | ------------------ | ---- | ------ |
| 1     | Nicklas Wiberg     | SWE  | 7604   |
| 2     | Alexei Syssojew    | RUS  | 7531   |
| 3     | Steffen Willwacher | GER  | 7497   |
| 4     | Robert Gindera     | POL  | 7490   |
| 5     | Pelle Rietveld     | NED  | 7390   |
| 6     | Tim Golomski       | GER  | 7386   |
| 7     | Tobias Otterbring  | SWE  | 7320   |
| 8     | Oliver Jehannet    | FRA  | 7208   |

### Frauen

#### 100 m
| Platz | Athletin            | Land | Zeit (s) |
| ----- | ------------------- | ---- | -------- |
| 1     | Iwet Lalowa         | BUL  | 11,43    |
| 2     | Véronique Mang      | FRA  | 11,56    |
| 3     | Jade Lucas Read     | GBR  | 11,60    |
| 4     | Margarita Anisimowa | RUS  | 11,63 PB |
| 5     | Anyika Onuora       | GBR  | 11,72    |
| 6     | Verena Sailer       | GER  | 11,82    |
| 7     | Joan Van den Akker  | NED  | 11,92    |
| 8     | Julija Semenowa     | RUS  | 11,94    |

#### 200 m
| Platz | Athletin          | Land | Zeit (s)  |
| ----- | ----------------- | ---- | --------- |
| 1     | Iwet Lalowa       | BUL  | 22,88     |
| 2     | Jenny Ljunggren   | SWE  | 23,35 NJR |
| 3     | Virginie Michanal | FRA  | 23,36 PB  |
| 4     | Amy Spencer       | GBR  | 23,65     |
| 5     | Wiktorija Talko   | RUS  | 23,69     |
| 6     | Frida Claesson    | SWE  | 23,75 =PB |
| 7     | Giulia Arcioni    | ITA  | 24,03     |
| 8     | Aurélie Kamga     | FRA  | 24,08     |

#### 400 m
| Platz | Athletin            | Land | Zeit (s) |
| ----- | ------------------- | ---- | -------- |
| 1     | Marija Drjachlowa   | RUS  | 52,65 SB |
| 2     | Joanne Cuddihy      | IRL  | 53,62    |
| 3     | Christine Ohuruogu  | GBR  | 54,21 SB |
| 4     | Jana Neubert        | GER  | 54,32    |
| 5     | Lilija Piljuhina    | UKR  | 54,39    |
| 6     | Annemarie Schulte   | NED  | 54,66    |
| 7     | Egle Uljas          | EST  | 54,68    |
| 8     | Juljana Schalnirjuk | BLR  | 54,69    |

#### 800 m
| Platz | Athletin              | Land | Zeit (min) |
| ----- | --------------------- | ---- | ---------- |
| 1     | Simona Barcău         | ROU  | 2:02,76 PB |
| 2     | Charlotte Moore       | GBR  | 2:03,40    |
| 3     | Jemma Simpson         | GBR  | 2:03,42 SB |
| 4     | Kitty Cziráki         | HUN  | 2:04,03 PB |
| 5     | Katrin Judith Trauth  | GER  | 2:05,65    |
| 6     | Natallja Kareiwa      | UKR  | 2:06,16    |
| 7     | Rachael Thompson      | GBR  | 2:06,52    |
| 8     | Jewgenija Chaliullina | RUS  | 2:07,82    |

#### 1500 m
| Platz | Athletin          | Land | Zeit (min) |
| ----- | ----------------- | ---- | ---------- |
| 1     | Nelja Neporadna   | UKR  | 4:12,57    |
| 2     | Dani Barnes       | GBR  | 4:16,91    |
| 3     | Corina Dumbrăvean | ROU  | 4:17,56 SB |
| 4     | Eliane Murer      | SUI  | 4:18,95 SB |
| 5     | Tatjana Rasputina | RUS  | 4:19,22    |
| 6     | Antje Möldner     | GER  | 4:19,98    |
| 7     | Faye Fullerton    | GBR  | 4:20,87    |
| 8     | Marta Wojtkuńska  | POL  | 4:23,58    |

#### 3000 m
| Platz | Athletin          | Land | Zeit (min) |
| ----- | ----------------- | ---- | ---------- |
| 1     | Inna Poluškina    | LAT  | 9:07,85    |
| 2     | Binnaz Uslu       | TUR  | 9:23,10 PB |
| 3     | Adriënne Herzog   | NED  | 9:26,01    |
| 4     | Laura Kenney      | GBR  | 9:29,80    |
| 5     | Silvia La Barbera | ITA  | 9:34,66    |
| 6     | Azra Eminović     | SCG  | 9:41,48    |
| 7     | Nancy Frouin      | FRA  | 9:47,10    |
| 8     | Marta Fernández   | ESP  | 9:48,15    |

#### 5000 m
| Platz | Athletin             | Land | Zeit (min)   |
| ----- | -------------------- | ---- | ------------ |
| 1     | Silvia La Barbera    | ITA  | 15:52,20 NJR |
| 2     | Inna Poluškina       | LAT  | 15:55,69     |
| 3     | Charlotte Dale       | GBR  | 16:07,26 PB  |
| 4     | Wolha Minina         | BLR  | 16:20,90 PB  |
| 5     | Julija Staschkiw     | UKR  | 16:22,40     |
| 6     | Aine Hoban           | GBR  | 16:22,84 SB  |
| 7     | Wiktorija Rjasanzewa | RUS  | 16:39,47     |
| 8     | Deborah Büttel       | SUI  | 16:56,72     |

#### 10.000 m Bahngehen
| Platz | Athlet                     | Land | Zeit (min)   |
| ----- | -------------------------- | ---- | ------------ |
| 1     | Irina Petrowa              | RUS  | 47:12,77 SB  |
| 2     | Anna Bragina               | RUS  | 47:17,56     |
| 3     | Ana Cabecinha              | POR  | 47:36,15 SB  |
| 4     | Brigita Virbalytė-Dimšienė | LTU  | 48:00,26 NJR |
| 5     | Snjaschana Jurtschanka     | BLR  | 48:07,73 SB  |
| 6     | Tazzjana Metleuskaja       | BLR  | 48:09,80     |
| 7     | Swetlana Wasiljewa         | RUS  | 48:11,83     |
| 8     | Ulrike Sischka             | GER  | 49:11,63 PB  |

#### 100 m Hürden
| Platz | Athletin          | Land | Zeit (s)  |
| ----- | ----------------- | ---- | --------- |
| 1     | Sophie Krauel     | GER  | 13,28 PB  |
| 2     | Symone Belle      | GBR  | 13,53 SB  |
| 3     | Sabrina Altermatt | SUI  | 13,59 =SB |
| 4     | Stephanie Lichtl  | GER  | 13,65     |
| 5     | Gemma Fergusson   | GBR  | 13,73     |
| 6     | Jewhenija Snihur  | UKR  | 13,85     |
| 7     | Alice Decaux      | FRA  | 13,94     |
| 8     | Elisa Hakamäki    | FIN  | 13,99     |

#### 400 m Hürden
| Platz | Athletin              | Land | Zeit (s)  |
| ----- | --------------------- | ---- | --------- |
| 1     | Jekaterina Kostezkaja | RUS  | 57,52 NYR |
| 2     | Irina Obedina         | RUS  | 57,57 SB  |
| 3     | Zuzana Hejnová        | CZE  | 58,30     |
| 4     | Zuzana Bergrová       | CZE  | 58,72     |
| 5     | Sian Scott            | GBR  | 59,26     |
| 6     | Dora Jémaa-Amirouche  | FRA  | 59,38     |
| 7     | Weronika Kitlas       | POL  | 60,05     |
| 8     | Sara Orešnik          | SLO  | 60,15     |

#### 2000 m Hindernis
| Platz | Athletin             | Land | Zeit (min)        |
| ----- | -------------------- | ---- | ----------------- |
| 1     | Cătălina Oprea       | ROU  | 6:21,78 WR CR NJR |
| 2     | Ancuța Bobocel       | ROU  | 6:32,03 PB        |
| 3     | Jekaterina Bespalowa | RUS  | 6:35,11 PB        |
| 4     | Eva Tománková        | CZE  | 6:36,05 NR        |
| 5     | Xenia Kazimirova     | GER  | 6:36,17           |
| 6     | Türkan Özata-Erişmiş | TUR  | 6:37,78           |
| 7     | Verena Dreier        | GER  | 6:39,19           |
| 8     | Urszula Nęcka        | POL  | 6:39,29           |

#### 4 × 100 m Staffel
| Platz       | Land                                                           | Athletinnen                                                              | Zeit (s) |
| ----------- | -------------------------------------------------------------- | ------------------------------------------------------------------------ | -------- |
| 1           | Frankreich                                                     | Natacha Vouaux Lina Jacques-Sébastien Aurélie Kamga Véronique Mang       | 44,60    |
| 2           | Vereinigtes Königreich                                         | Anyika Onuora Kadi-Ann Thomas Amy Spencer Jade Lucas-Read                | 44,81    |
| 3           | Finnland                                                       | Siina Pylkkä Elina Korjansalo Sari Keskitalo Elisa Hakamäki              | 45,00    |
| 4           | Schweden                                                       | Annika Andersson Jenny Ljunggren Daniela Lincoln-Saavedra Frida Claesson | 45,29    |
| 5           | Schweiz                                                        | Fabienne Weyermann Sabrina Altermatt Mirjam Hess Manuela Frei            | 45,93    |
| 6           | Niederlande                                                    | Eugenie Kool Joan Van den Akker Delia Appelman Aretha-Pam Anpong         | 46,63    |
|             | Ukraine                                                        | Jewhenija Snihur Halyna Tonkowyd Julija Semenowa Lilija Piljuhina        | DNF      |
| Deutschland | Karoline Köhler Michaela Halm Johanna Kedzierski Verena Sailer | DNF                                                                      |          |

#### 4 × 400 m Staffel
| Platz | Land                   | Athleten                                                                 | Zeit (min) |
| ----- | ---------------------- | ------------------------------------------------------------------------ | ---------- |
| 1     | Russland               | Tatjana Popowa Jekaterina Kostezkaja Elena Migunowa Marija Drjachlowa    | 3:33,48    |
| 2     | Frankreich             | Dora Jemaa Thélia Sigère Rose Ndje Virginie Michanol                     | 3:37,78    |
| 3     | Vereinigtes Königreich | Christine Ohuruogu Sian Scott Victoria Griffiths Gemma Nicol             | 3:38,96    |
| 4     | Deutschland            | Jana Neubert Marie-Janina Schwidde Doreen Klose Kathrin Trauth           | 3:40,48    |
| 5     | Schweden               | Nuulu Ndiwabene Jessica Samuelsson Elin Wiik Jennie Nilsson              | 3:41,05    |
| 6     | Belarus                | Natallja Zywaka Natallja Tschabatar Natallja Korejwo Juljana Schalnjaruk | 3:42,14    |
| 7     | Türkei                 | Burcu Şentürk Binnaz Uslu Pınar Saka Gürler                              | 3:43,91    |
| 8     | Tschechien             | Jitka Bartoničková Katerina Buresova Zuzana Hejnová Denisa Ščerbová      | 3:44,55    |

#### Hochsprung
| Platz | Athletin          | Land | Höhe (m) |
| ----- | ----------------- | ---- | -------- |
| 1     | Ariane Friedrich  | GER  | 1,88 SB  |
| 2     | Aileen Herrmann   | GER  | 1,86     |
| 3     | Emma Green        | SWE  | 1,86 SB  |
| 4     | Annabella Scherer | GER  | 1,83     |
| 5     | Jonna Anias       | FIN  | 1,70     |
| 5     | Arrate Azkona     | ESP  | 1,70     |
| 5     | Elena Denkowa     | BUL  | 1,70     |
| 8     | Iva Moravcová     | CZE  | 1,70     |

#### Stabhochsprung
| Platz | Athletin              | Land | Höhe (m) |
| ----- | --------------------- | ---- | -------- |
| 1     | Silke Spiegelburg     | GER  | 4,15 SB  |
| 2     | Floé Kühnert          | GER  | 4,15     |
| 3     | Alexandra Kirjaschowa | RUS  | 4,15 SB  |
| 4     | Dimitra Emmanouil     | GRE  | 4,10     |
| 5     | Anna Huculak          | POL  | 4,00     |
| 6     | Jiřina Ptáčníková     | CZE  | 3,90     |
| 7     | Simone Langhirt       | GER  | 3,90     |
| 8     | Minna Nikkanen        | FIN  | 3,90 PB  |

#### Weitsprung
| Platz | Athletin                 | Land | Weite (m) |
| ----- | ------------------------ | ---- | --------- |
| 1     | Sophie Krauel            | GER  | 6,47      |
| 2     | Adina Anton              | ROU  | 6,46      |
| 3     | Daniela Lincoln Saavedra | SWE  | 6,35      |
| 4     | Denisa Ščerbová          | CZE  | 6,28      |
| 5     | Angela Dies              | GER  | 6,20      |
| 6     | Iryna Nikolajewa         | UKR  | 6,20      |
| 7     | Elise Vesanes            | FRA  | 6,04      |
| 8     | Elena Anghelescu         | ROU  | 5,87      |

#### Dreisprung
| Platz | Athletin              | Land | Weite (m) |
| ----- | --------------------- | ---- | --------- |
| 1     | Anastassija Taranowa  | RUS  | 13,61     |
| 2     | Cristine Spătaru      | ROU  | 13,54     |
| 3     | Svetlana Bolshakova   | RUS  | 13,37     |
| 4     | Sara Fabris           | ITA  | 13,29     |
| 5     | Alina Elena Popescu   | ROU  | 13,13     |
| 6     | Natalija Tomaschewska | UKR  | 13,10     |
| 7     | Monica Magnarini      | ITA  | 13,09     |
| 8     | Mfon Etim             | SWE  | 12,98     |

#### Kugelstoßen
| Platz | Athletin             | Land | Weite (m) |
| ----- | -------------------- | ---- | --------- |
| 1     | Anna Awdejewa        | RUS  | 16,71     |
| 2     | Julija Leanzjuk      | BLR  | 16,29     |
| 3     | Petra Lammert        | POL  | 16,16     |
| 4     | Julia Wiechmann      | GER  | 16,00     |
| 5     | Heike Koderisch      | GER  | 15,68     |
| 6     | Mariam Kewchischwili | GEO  | 14,81     |
| 7     | Hrisi Moisidou       | GRE  | 14,64     |
| 8     | Denise Kemkers       | NED  | 14,43     |

#### Diskuswurf
| Platz | Athletin                | Land | Weite (m) |
| ----- | ----------------------- | ---- | --------- |
| 1     | Ulrike Giesa            | GER  | 53,75     |
| 2     | Nadine Müller           | GER  | 53,44 PB  |
| 3     | Darja Pischtschalnikowa | RUS  | 52,39     |
| 4     | Agnieszka Jarmużek      | POL  | 51,71 PB  |
| 5     | Iris Schneider          | GER  | 49,83     |
| 6     | Katalin Máté            | HUN  | 49,13     |
| 7     | Zinaida Sendriūtė       | LTU  | 47,12     |
| 8     | Sophie Michel           | FRA  | 46,88     |

#### Hammerwurf
| Platz | Athletin              | Land | Weite (m) |
| ----- | --------------------- | ---- | --------- |
| 1     | Katarzyna Kita        | POL  | 66,08 PB  |
| 2     | Maryja Smaljatschkowa | BLR  | 65,89     |
| 3     | Berta Castells        | ESP  | 65,64     |
| 4     | Valentina Srša        | CRO  | 63,19     |
| 5     | Natalija Solotuchina  | UKR  | 63,14 SB  |
| 6     | Éva Orbán             | HUN  | 62,33     |
| 7     | Andrea Kéri           | HUN  | 60,39     |
| 8     | Kathrin Klaas         | GER  | 58,94     |

#### Speerwurf
| Platz | Athletin               | Land | Weite (m) |
| ----- | ---------------------- | ---- | --------- |
| 1     | Julia Zandt            | GER  | 56,96     |
| 2     | Mareike Rittweg        | GER  | 54,74     |
| 3     | Ilze Gribule           | LAT  | 52,76     |
| 4     | Annika Suthe           | GER  | 52,73     |
| 5     | Jekaterina Koschenkowa | RUS  | 50,74     |
| 6     | Pauliina Laamanen      | FIN  | 50,58     |
| 7     | Sofie Schoenmaekers    | BEL  | 50,24     |
| 8     | Doriane Gilibert       | FRA  | 48,87     |

#### Siebenkampf
| Platz | Athletin            | Land | Punkte |
| ----- | ------------------- | ---- | ------ |
| 1     | Olga Lewenkowa      | RUS  | 5748   |
| 2     | Kathrin Geißler     | GER  | 5631   |
| 3     | Anna Krjaschewa     | RUS  | 5605   |
| 4     | Patricia Berner     | GER  | 5575   |
| 5     | Viktorija Zemaityte | LTU  | 5539   |
| 6     | Christine Schulz    | GER  | 5428   |
| 7     | Amandine Constantin | FRA  | 5323   |
| 8     | Diane Barras        | FRA  | 5190   |

## Abkürzungen
- WR = Weltrekord
- WU20R = U20-Weltrekord
- OR = olympischer Rekord
- YOR = olympischer Jugendrekord
- AR = Kontinentalrekord
- AU20R = U20-Kontinentalrekord
- NR = nationaler Rekord
- NU20R = nationaler U20-Rekord
- CR = Meisterschaftsrekord
- MR = Veranstaltungsrekord
- WB = Weltbestleistung
- WU20B = U20-Weltbestleistung
- WU18B = U18-Weltbestleistung
- AB = Kontinentalbestleistung
- AU20B = U20-Kontinentalbestleistung
- AU18B = U18-Kontinentalbestleistung
- NB = nationale Bestleistung
- NU20B = nationale U20-Bestleistung
- NU18B = nationale U18-Bestleistung
- PB = persönliche Bestleistung
- SB = persönliche Saisonbestleistung
- QB = Qualifikationsbestleistung
- WL = Weltjahresbestleistung
- WU20L = U20-Weltjahresbestleistung
- WU18L = U18-Weltjahresbestleistung
- DSQ = disqualifiziert (engl. Disqualified)
- DNS = Wettkampf nicht angetreten (engl. Did Not Start)
- DNF = Wettkampf nicht beendet (engl. Did Not Finish)

## Medaillenspiegel
| Medaillenspiegel (Endstand nach 44 Entscheidungen) | Medaillenspiegel (Endstand nach 44 Entscheidungen) | Medaillenspiegel (Endstand nach 44 Entscheidungen) | Medaillenspiegel (Endstand nach 44 Entscheidungen) | Medaillenspiegel (Endstand nach 44 Entscheidungen) | Medaillenspiegel (Endstand nach 44 Entscheidungen) |
| Platz                                              | Land                                               | Gold                                               | Silber                                             | Bronze                                             | Gesamt                                             |
| -------------------------------------------------- | -------------------------------------------------- | -------------------------------------------------- | -------------------------------------------------- | -------------------------------------------------- | -------------------------------------------------- |
| 1                                                  | Deutschland                                        | 10                                                 | 10                                                 | 7                                                  | 27                                                 |
| 2                                                  | Russland                                           | 9                                                  | 8                                                  | 7                                                  | 24                                                 |
| 3                                                  | Vereinigtes Königreich                             | 3                                                  | 5                                                  | 8                                                  | 16                                                 |
| 4                                                  | Rumänien                                           | 3                                                  | 5                                                  | 2                                                  | 10                                                 |
| 5                                                  | Frankreich                                         | 3                                                  | 3                                                  | 2                                                  | 8                                                  |
| 6                                                  | Schweden                                           | 2                                                  | 1                                                  | 4                                                  | 7                                                  |
| 7                                                  | Polen                                              | 2                                                  | 1                                                  | 2                                                  | 5                                                  |
| 8                                                  | Bulgarien                                          | 2                                                  | 0                                                  | 1                                                  | 3                                                  |
| 8                                                  | Portugal                                           | 2                                                  | 0                                                  | 1                                                  | 3                                                  |
| 10                                                 | Italien                                            | 2                                                  | 0                                                  | 0                                                  | 2                                                  |
| 11                                                 | Finnland                                           | 1                                                  | 1                                                  | 2                                                  | 4                                                  |
| 12                                                 | Lettland                                           | 1                                                  | 1                                                  | 1                                                  | 3                                                  |
| 13                                                 | Niederlande                                        | 1                                                  | 0                                                  | 1                                                  | 2                                                  |
| 13                                                 | Ukraine                                            | 1                                                  | 0                                                  | 1                                                  | 2                                                  |
| 13                                                 | Tschechien                                         | 1                                                  | 0                                                  | 1                                                  | 2                                                  |
| 16                                                 | Griechenland                                       | 1                                                  | 0                                                  | 0                                                  | 1                                                  |
| 17                                                 | Belarus                                            | 0                                                  | 3                                                  | 0                                                  | 3                                                  |
| 18                                                 | Schweiz                                            | 0                                                  | 1                                                  | 1                                                  | 2                                                  |
| 19                                                 | Irland                                             | 0                                                  | 1                                                  | 0                                                  | 1                                                  |
| 19                                                 | Kroatien                                           | 0                                                  | 1                                                  | 0                                                  | 1                                                  |
| 19                                                 | Luxemburg                                          | 0                                                  | 1                                                  | 0                                                  | 1                                                  |
| 19                                                 | Slowakei                                           | 0                                                  | 1                                                  | 0                                                  | 1                                                  |
| 19                                                 | Türkei                                             | 0                                                  | 1                                                  | 0                                                  | 1                                                  |
| 24                                                 | Spanien                                            | 0                                                  | 0                                                  | 2                                                  | 2                                                  |
| 25                                                 | Dänemark                                           | 0                                                  | 0                                                  | 1                                                  | 1                                                  |
|                                                    | Gesamt                                             | 44                                                 | 44                                                 | 44                                                 | 132                                                |